# Microtus richardsoni
Microtus richardsoni (Полівка водяна) — вид гризунів родини Хом'якові (Cricetidae).

## Проживання
Країни проживання: Канада (Альберта, Британська Колумбія), США (Айдахо, Монтана, Орегон, Юта, Вашингтон, Вайомінг). Живуть в альпійських або напів-альпійські луки поруч з водою.

## Морфологічні особливості
Мають сіро-коричневе або червоно-коричневе хутро з сірим низом. Їх великі задні ноги роблять їх чудовими плавцями. Вони 25 см в довжину, з 8 см хвостом і вагою близько 110 грамів.

## Життя
Харчуються травами, листям, корінням та насінням, також невеликими безхребетними. Активні цілий рік. Їх нори часто мають входи у кромки води або під водою. Часто зустрічаються в колоніях. Максимум буває 2 приплоди на рік по 5—6 дитинчат у кожному.